# Billboard Canadian Hot 100
La Billboard Canadian Hot 100 è una classifica pubblicata dalla rivista statunitense Billboard che classifica le canzoni in Canada. La classifica è stata pubblicata per la prima volta con data 16 giugno 2007 ed è stata resa visibile sul sito internet il 7 giugno 2007.
La Canadian Hot 100 è simile alla U.S. Billboard Hot 100 in quanto, per la sua realizzazione, vengono misurati i download digitali e l'airplay.

## Singoli con più settimane alla numero uno
19 settimane
- Lil Nas X featuring Billy Ray Cyrus — "Old Town Road" (2019)

16 settimane
- The Black Eyed Peas — "I Gotta Feeling" (2009)
- Ed Sheeran — "Shape of You" (2017)
- Luis Fonsi e Daddy Yankee featuring Justin Bieber — "Despacito" (2017)

15 settimane
- Mark Ronson featuring Bruno Mars — "Uptown Funk" (2015)

13 settimane
- Timbaland featuring OneRepublic — "Apologize" (2007–2008)
- Robin Thicke featuring T.I. and Pharrell — "Blurred Lines" (2013)
- The Chainsmokers featuring Halsey — "Closer" (2016)

11 settimane
- Rihanna featuring Calvin Harris — "We Found Love" (2011–2012)
- Omi — "Cheerleader" (2015)

10 settimane
- Maroon 5 featuring Christina Aguilera — "Moves like Jagger" (2011)
- Pharrell Williams — "Happy" (2014)
- Drake — "God's Plan" (2018)
- Maroon 5 featuring Cardi B — "Girls like You" (2018)
- Roddy Ricch — "The Box" (2020)

## Debutti alla numero uno
- "Crack a Bottle" — Eminem, Dr. Dre e 50 Cent (February 21, 2009)[2]
- "Today Was a Fairytale" — Taylor Swift (February 20, 2010)[3]
- "Wavin' Flag" — K'naan (March 27, 2010)[4]
- "Not Afraid" — Eminem (May 22, 2010)[5]
- "California Gurls" — Katy Perry featuring Snoop Dogg (May 29, 2010)[6]
- "Hold It Against Me" — Britney Spears (January 29, 2011)[7]
- "Born This Way" — Lady Gaga (February 26, 2011)[8]
- "Part of Me" — Katy Perry (March 3, 2012)[9]
- "Boyfriend" — Justin Bieber (April 14, 2012)[10]
- "We Are Never Ever Getting Back Together" — Taylor Swift (September 1, 2012)[11]
- "Roar" — Katy Perry (August 31, 2013)[12]
- "The Monster" — Eminem featuring Rihanna (November 16, 2013)[13]
- "Shake It Off" — Taylor Swift (September 6, 2014)[14]
- "What Do You Mean?" — Justin Bieber (September 19, 2015)[15]

## Artisti con più brani che hanno raggiunto la vetta
1. Katy Perry — 10
2. Rihanna — 9
3. Britney Spears — 6
4. Taylor Swift — 5
5. Bruno Mars — 4
5. Pitbull — 4
5. Eminem — 4
5. Flo Rida — 4
5. Lady Gaga — 4

## Artisti con più settimane passate alla numero uno
1. Rihanna — 38
2. Katy Perry — 34
3. The Black Eyed Peas — 31
4. Bruno Mars — 25
5. Pharrell Williams — 23
6. Flo Rida — 21
6. Lady Gaga — 21
7. Maroon 5 — 20
8. Lil Nas X __ 19
9. Kesha — 17
10. Wiz Khalifa — 16
10. Taylor Swift — 16

## Auto rimpiazzamento alla numero uno
- The Black Eyed Peas — "Boom Boom Pow" → "I Gotta Feeling" (July 4, 2009)
- Taylor Swift — "Shake It Off" → "Blank Space" (November 29, 2014)

## Precedenti classifiche canadesi
- RPM Magazine – Charted singles from 1964–2000.
- CRIA Top 50 singles (September 1977 to 1980)[16]
- CBC Singles chart (starting 1980)
- Canadian Hot 100 – Charted singles from 2007–present.